# Olympische Sommerspiele 1896/Leichtathletik – Hochsprung (Männer)
Der Hochsprung der Männer bei den Olympischen Spielen 1896 wurde am 10. April 1896 im Panathinaiko-Stadion in Athen ausgetragen. Es nahmen insgesamt 5 Sportler aus 3 Nationen teil.

## Rekorde
Der aufgeführte Weltrekord war damals noch inoffiziell.
| Weltrekord | 1,97 m | USA | Michael Sweeney | New York (USA), 21. September 1895 |

In der unten aufgeführten Literatur von Volker Kluge ist als bestehender Rekord an einer Stelle die Höhe von 1,935 Metern angegeben. Bei seinem Eingehen auf die Olympischen Spiele von 1900 erwähnt der Autor allerdings einen ebenfalls von Sweeney gehaltenen Rekord mit 1,97 m, der 1895 aufgestellt worden war und demnach auch schon während der Spiele von Athen Bestand hatte. Letzteres deckt sich mit den Angaben bei Ekkehard zur Megede.
Der folgende olympischen Rekorde wurde während des Wettbewerbs aufgestellt:
| Olympischer Rekord | 1,81 m | Ellery Clark ( USA) | 10. April 1896 |

## Wettkampfverlauf
10. April 1896, 14:40 Uhr
Die jeweils noch im Wettkampf verbliebenen Springer mussten bei jeder Höhe antreten. Die Anfangshöhe betrug 1,50 Meter. Nach den ersten Steigerungen auf 1,55 m und 1,60 m wurde um jeweils 2,5 Zentimeter erhöht, bis mit Clark nur noch ein Springer antreten konnte. Er überquerte vier weitere Höhen und gewann mit großem Vorsprung. Connolly und Garrett belegten gleichauf Platz zwei. Je nach Quelle gibt es abweichende Ergebnisse und Höhen für die Platzierten.
Nicht am Start war der US-amerikanische Weltrekordler MikeSweeney, dessen Rekord mehr als zehn Zentimeter höher lag als die Siegeshöhe hier in Athen. Er hatte gegen die damals geltenden Amateurregeln verstoßen, womit er von der Teilnahme an Olympischen Spielen ausgeschlossen war.

## Ergebnis
| Platz | Name           | Land | Höhe (m) |    |
| ----- | -------------- | ---- | -------- | -- |
| 1     | Ellery Clark   | USA  | 1,81     | OR |
| 2     | James Connolly | USA  | 1,65     |    |
| 2     | Robert Garrett | USA  | 1,65     |    |
| 4     | Henrik Sjöberg | SWE  | 1,60     |    |
| 5     | Fritz Hofmann  | GER  | 1,55     |    |

| Platz | Name           | Land | Höhe (m) |    |
| ----- | -------------- | ---- | -------- | -- |
| 1     | Ellery Clark   | USA  | 1,81     | OR |
| 2     | James Connolly | USA  | 1,72     |    |
| 3     | Robert Garrett | USA  | 1,71     |    |
| 4     | Fritz Hofmann  | GER  | 1,70     |    |
| 5     | Henrik Sjöberg | SWE  | 1,70     |    |

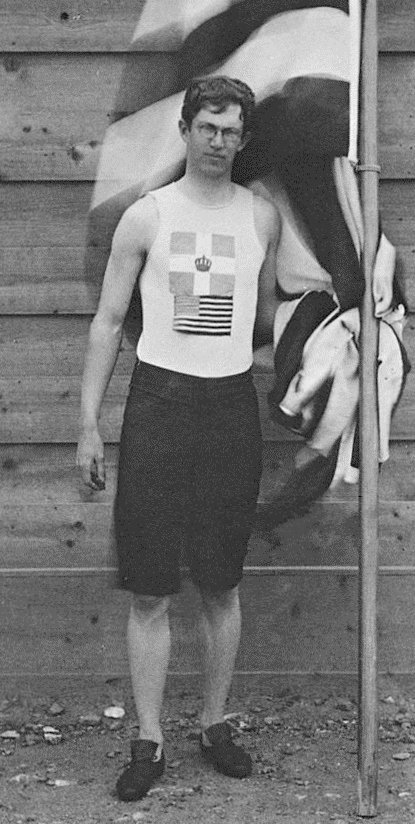
Der Gewinner Ellery Clark errang bereits seinen zweiten Olympiasieg, nachdem er drei Tage zuvor den Weitsprung für sich entschieden hatte
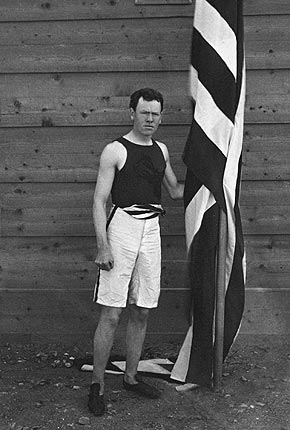
Der zweitplatzierte James Connolly
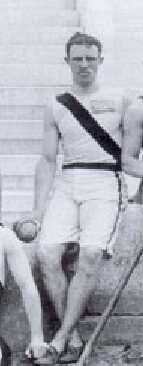
Der vielseitige Robert Garrett belegte ebenfalls Rang zwei; er war außerdem Sieger im Kugelstoßen und Diskuswurf sowie Zweiter im  Weitsprung
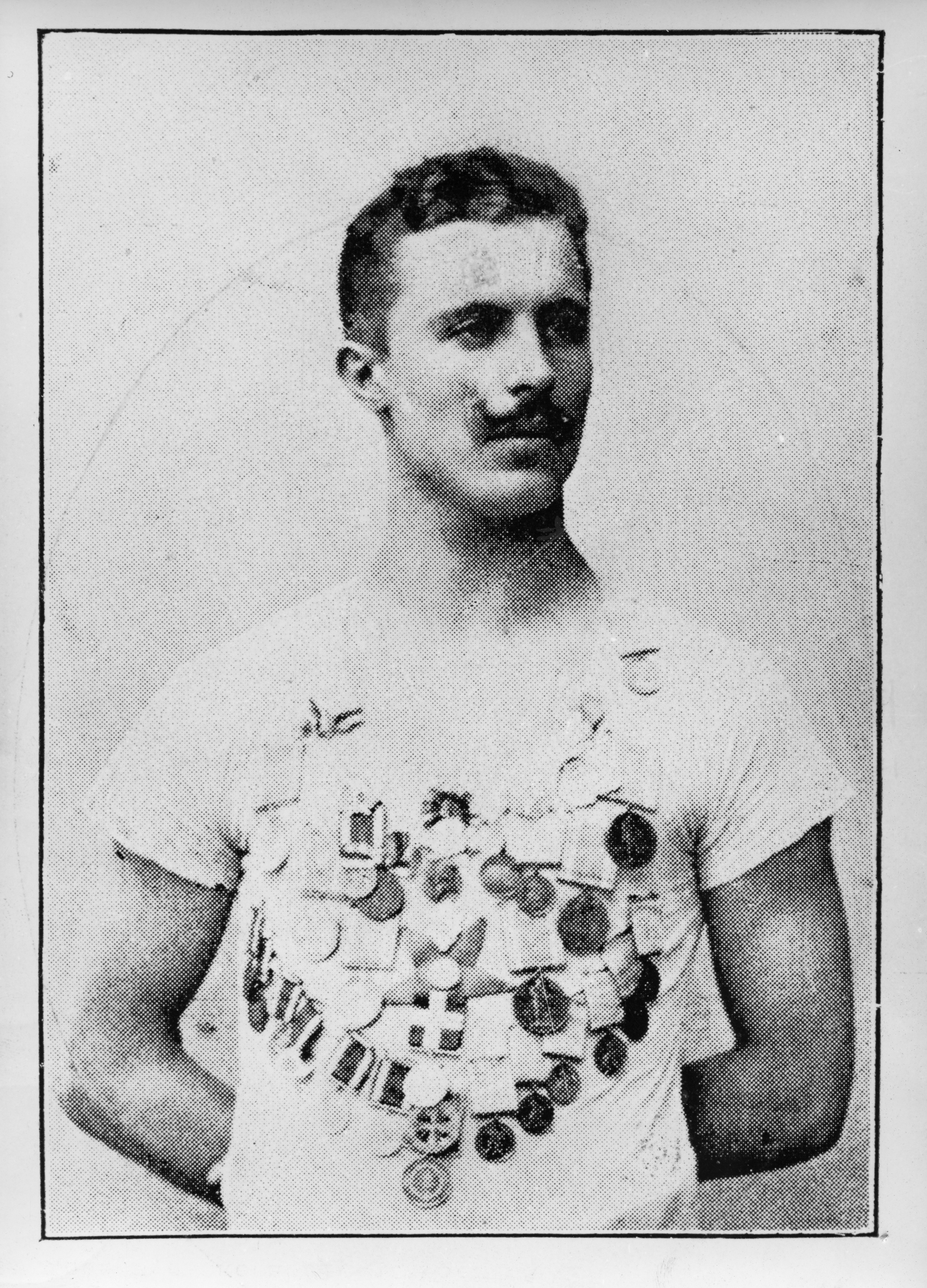
Der Schwede Henrik Sjöberg wurde Olympiavierter oder -fünfter
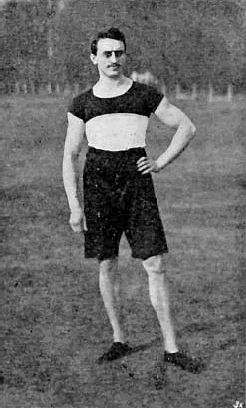
Rang fünf für den Olympiazweiten über 100 Meter Fritz Hofmann